# 所沢入間バイパス
所沢入間バイパス（ところざわいるまバイパス）は埼玉県所沢市上新井から、同県入間市小谷田に至る国道463号のバイパス道路。また、事実上所沢入間バイパスの延伸部である都市計画道路飯能所沢線（東京都道・埼玉県道4号東京所沢線のバイパス道路）についても記す。

## 概要
- 起点：所沢市大六天交差点（埼玉県道4号東京所沢線・埼玉県道179号所沢青梅線）
- 終点：入間市小谷田交差点（国道16号・国道299号）
  - 小谷田交差点より西は飯能狭山バイパスとして飯能・秩父方面と直結している。
  - 県道4号バイパス北久米交差点より東は、所沢3・3・1号飯能所沢線として引き続き延伸が計画されており、事業中である。さらに都内に入っては東村山3・4・35号東村山所沢線として、北川、西武新宿線との交差を経て、梅岩寺の北側を通り、府中街道バイパス（事業中）と交差したのち、最終的には東京都道4号東京所沢線バイパス（通称：新所沢街道）に合流する計画が決定されている。[1][2]。ただし2024年（令和6年）2月現在、東村山3・4・35号（都県境〜新所沢街道合流部まで）の区間は事業化が未定であり、着工していない。

宮本町交差点から金山町交差点、及び同交差点から大六天交差点までの区間は、実際には当バイパスには含まれていないが、本線から当バイパスへ接続するために、市道及び埼玉県道179号所沢青梅線との重複区間を経由する経路が国道463号に指定されている。

## 歴史
- 1996年（平成8年）3月26日 - 所沢入間バイパス供用開始。同日には首都圏中央連絡自動車道の青梅IC - 入間IC - 鶴ヶ島JCT間開通[3][4]。

## 地理

### 通過市町村
- 埼玉県
  - 所沢市
  - 入間市

### 接続する道路
| 交差する道路                     | 交差する道路                  | 交差点名        | 所在地 |
| -------------------------------- | ----------------------------- | --------------- | ------ |
| 埼玉県道4号東京所沢線 狭山湖方面 |                               |                 |        |
| 埼玉県道179号所沢青梅線          | 埼玉県道179号所沢青梅線       | （起点）        | 所沢市 |
|                                  | （上新井新道）                | 大六天北        | 所沢市 |
|                                  | （小手指駅南口通り）          | 小手指駅南      | 所沢市 |
| （北野天神通り）                 | （小手指陸橋通り）            | 小手指ヶ原      | 所沢市 |
| （小手指ヶ原古戦場通り）         |                               | 誓詞橋          | 所沢市 |
| （狭山湖通り）                   | （狭山湖通り）                | 若狭3丁目       | 所沢市 |
|                                  | 埼玉県道223号狭山ヶ丘停車場線 | 西狭山ヶ丘1丁目 | 所沢市 |
| 埼玉県道8号川越入間線            | 埼玉県道8号川越入間線         | 上藤沢          | 入間市 |
| （藤宮道路）                     |                               | 上藤沢北        | 入間市 |
| 国道16号                         | 国道16号                      | 小谷田（終点）  | 入間市 |
| 国道299号 秩父・飯能方面         |                               |                 |        |

### 交差する鉄道・河川
※越谷浦和バイパス、浦和所沢バイパスは同項を参照のこと。
- 東川（大沢橋）
- 砂川堀（誓詞橋）
- 不老川（新藤沢橋）

### 沿線の主な施設
| 施設                            | 所在地 |
| ------------------------------- | ------ |
| 所沢西高等学校                  | 所沢市 |
| 所沢市立北野小学校              | 所沢市 |
| 所沢市立北野中学校              | 所沢市 |
| 所沢西郵便局                    | 所沢市 |
| 入間市立藤沢南小学校            | 入間市 |
| 入間市立上藤沢中学校            | 入間市 |
| 武蔵カントリークラブ 豊岡コース | 入間市 |

### 隣接するバイパス
飯能狭山バイパス（国道299号） - 所沢入間バイパス（国道463号） - 新所沢街道（都県道4号）（事業中・計画中）
所沢入間バイパス（国道463号） - 埼玉県道179号所沢青梅線（国道463号重複）・支線 - 浦和所沢バイパス（国道463号）

## ギャラリー

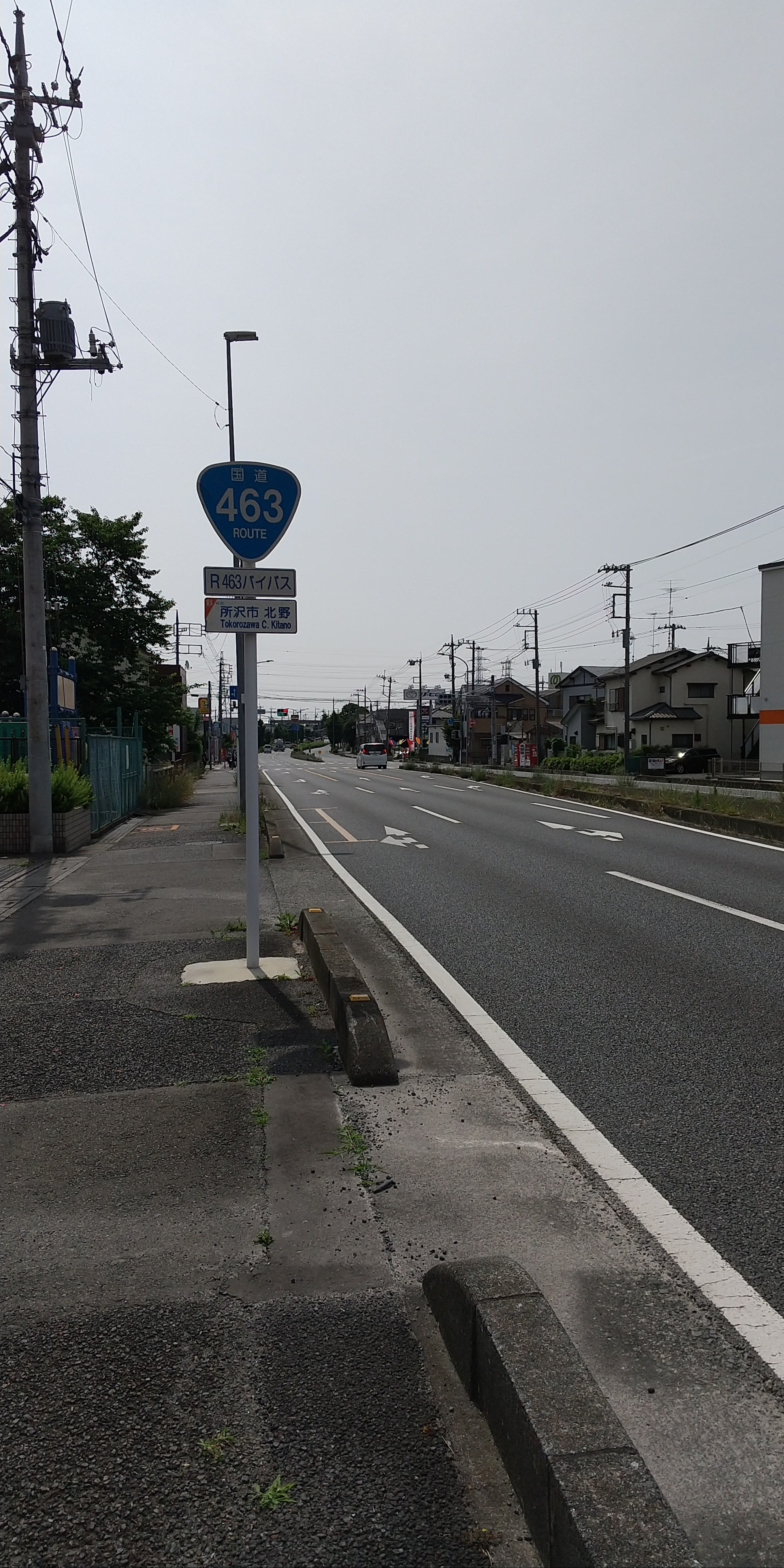
所沢市北野
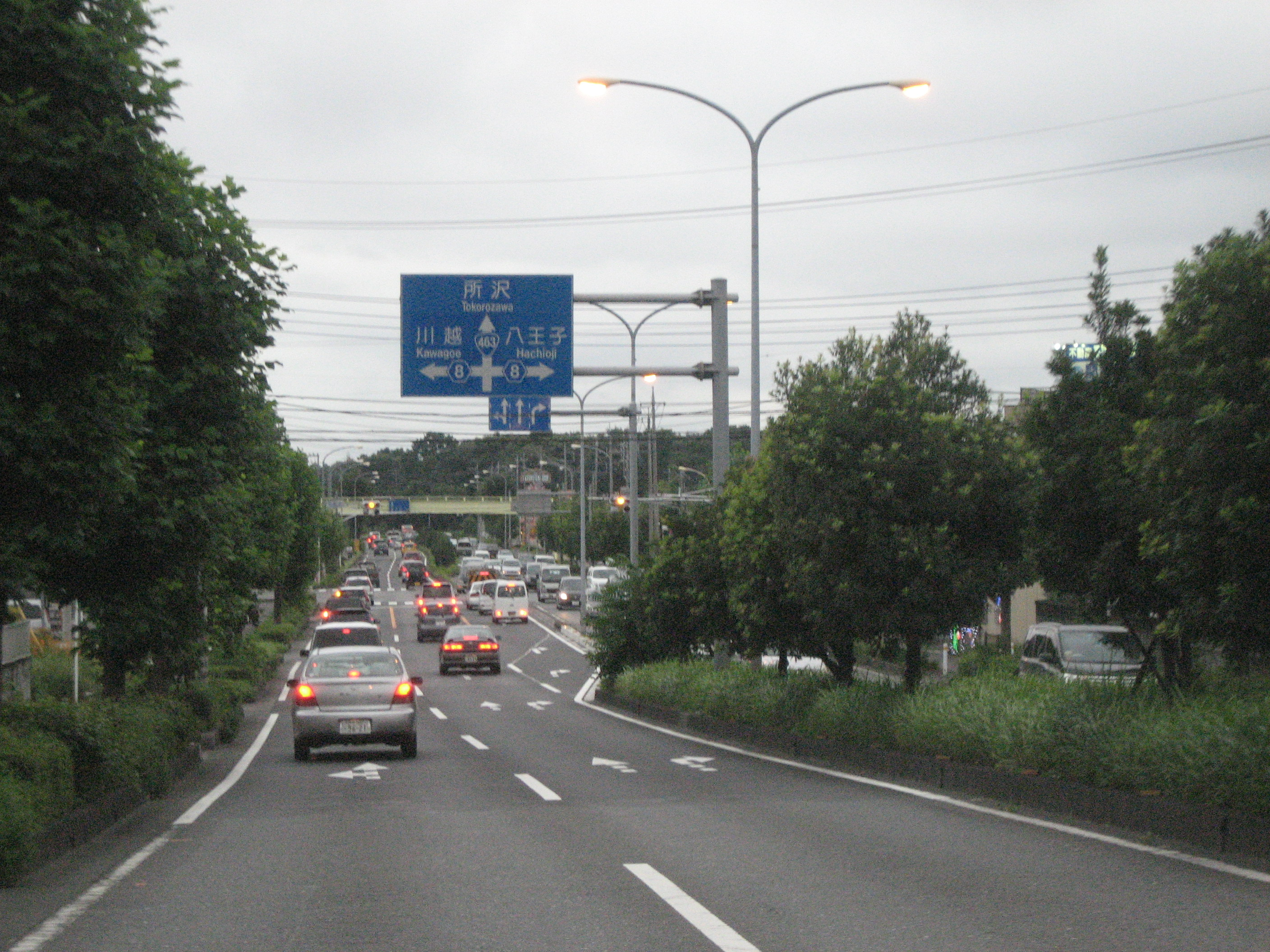
入間市上藤沢